# Garbek (grzyby)
Garbek (ang. umbo) – wypukły obszar na środku kapelusza u grzybów. Występuje u niektórych gatunków grzybów kapeluszowych. Garbki, które są ostro zakończone, nazywane są ostrymi, podczas gdy te, które są bardziej zaokrąglone, są szeroko garbkowe. Garbek może być także podłużnie wydłużony, gdy przypomina kształtem brodawkę bywa nazywany brodawką. Garbek może występować nie tylko na kapeluszu wypukłym czy płaskim, ale także na kapeluszu wklęsłym. Występowanie garbka i jego budowa są cechą charakterystyczną dla danego gatunku i ważną przy identyfikacji gatunków.

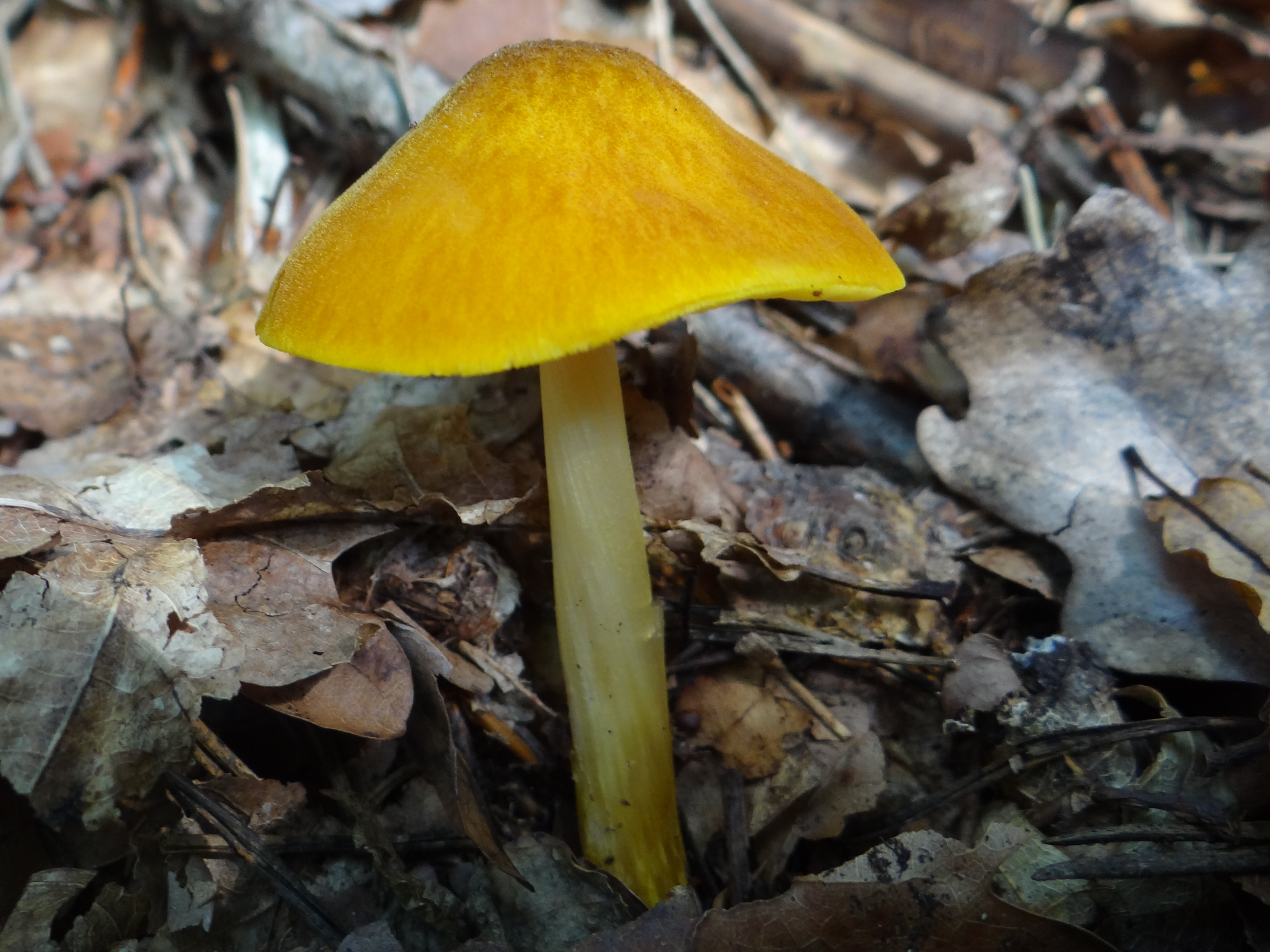
Kapelusz bez garbka u drobnołuszczaka żółtawego
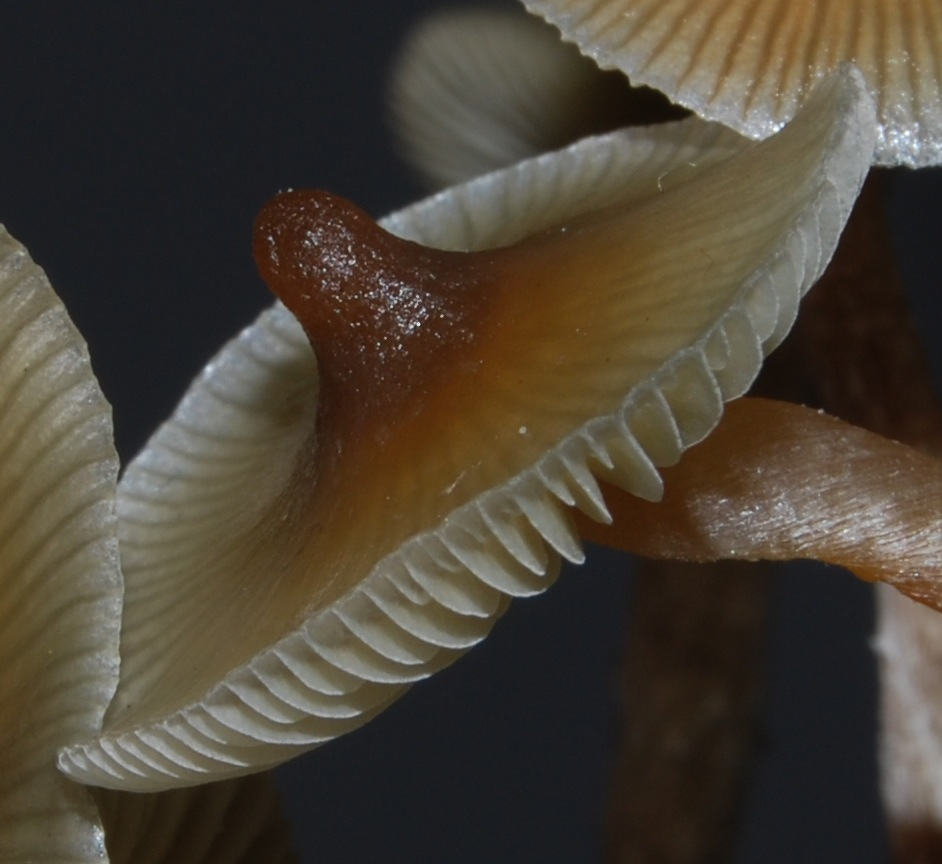
Ostry garbek u Psilocybe angulospora
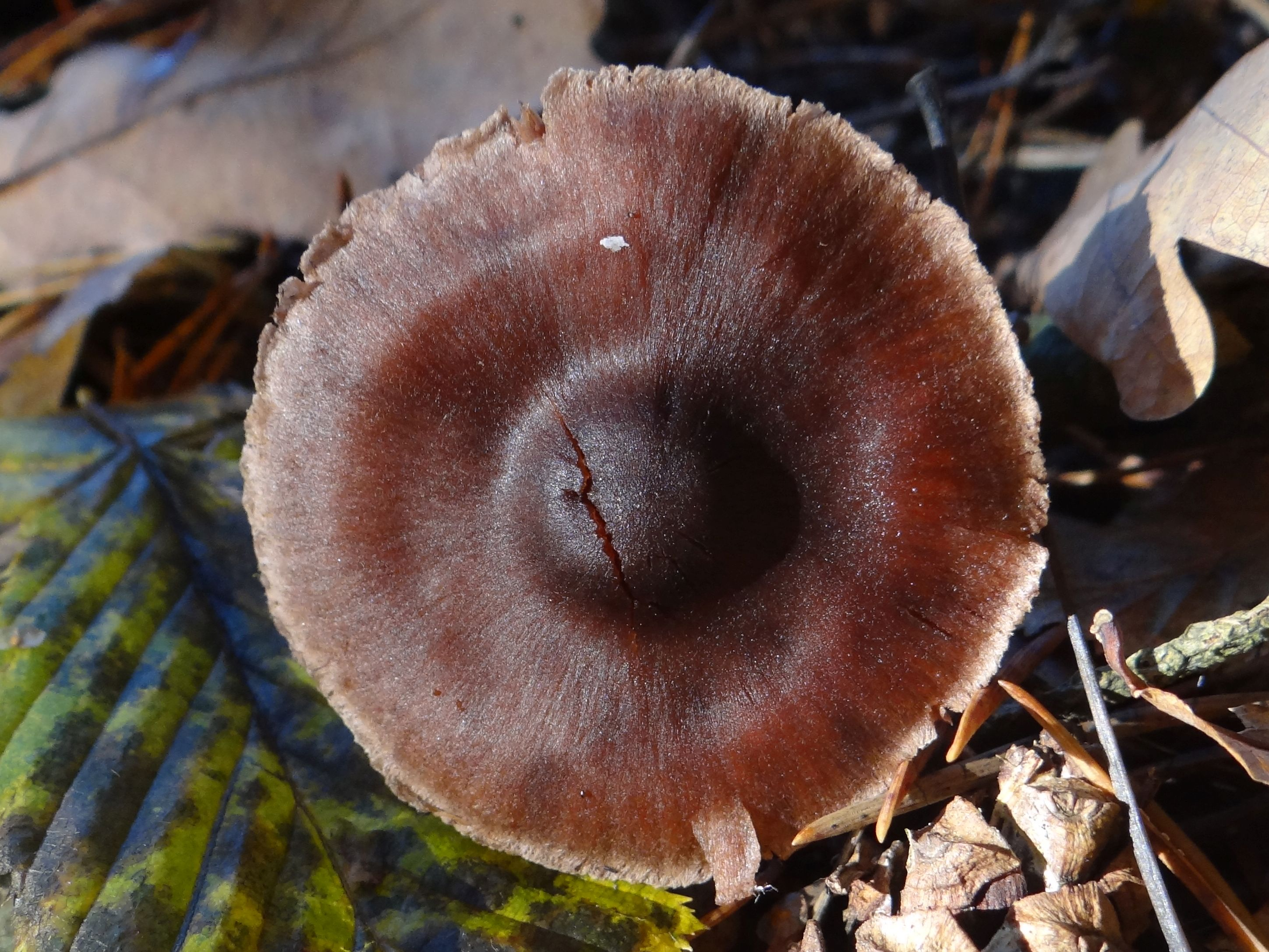
Szeroki garbek u zasłonaka wrzecionowatozarodnikowego
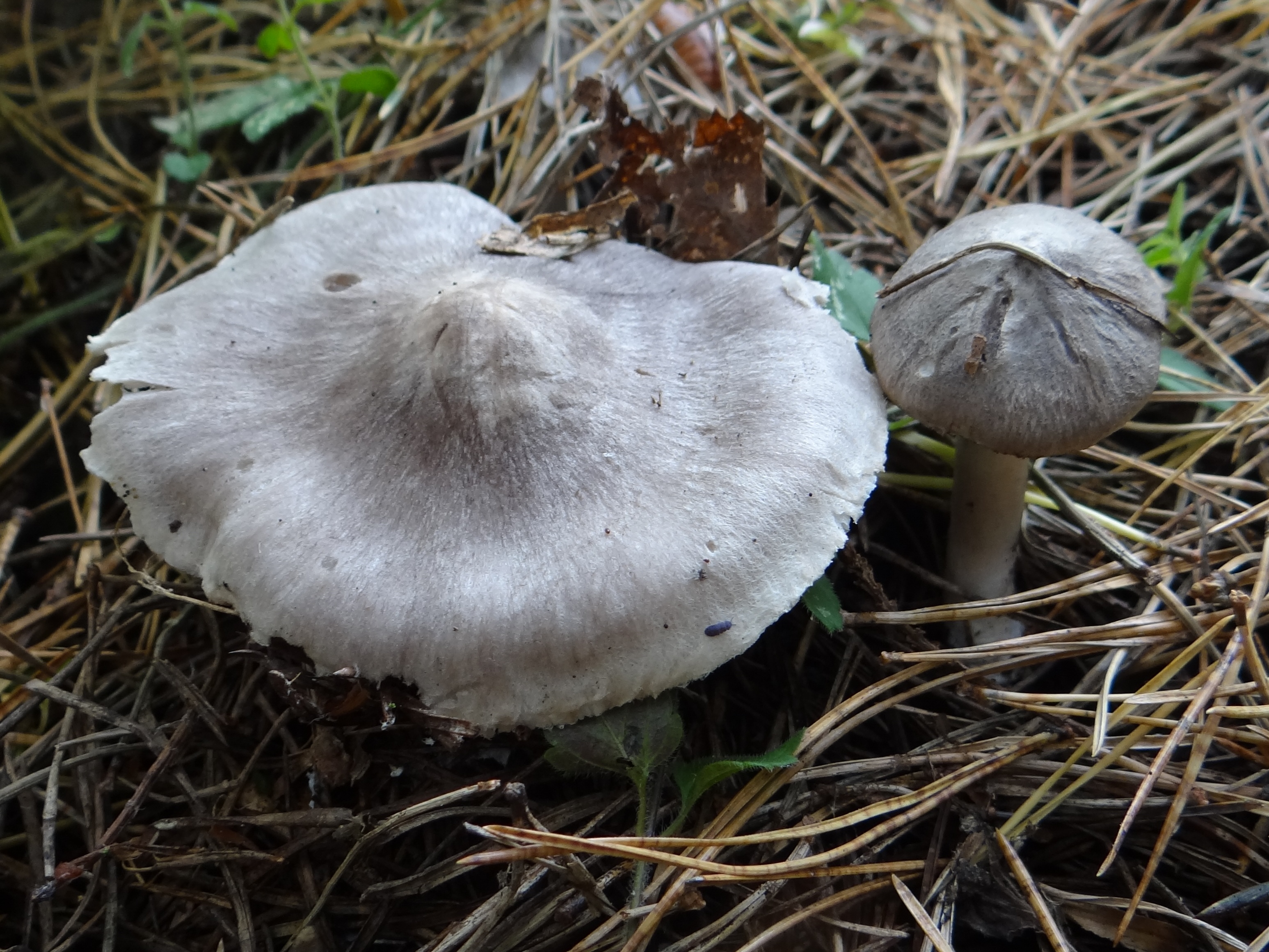
Wydatny garbek u gąski ostrej